# Oecetis quadrula
Oecetis quadrula là một loài Trichoptera trong họ Leptoceridae. Chúng phân bố ở miền Australasia.